# '74-'75
'74-'75 è un singolo del gruppo musicale statunitense The Connells, pubblicato nel 1993 come estratto dal quinto album in studio Ring.
La canzone divenne un grande successo in Europa, specialmente in Svezia e Norvegia, dove il singolo raggiunse il primo posto delle classifiche di vendita del 1995.

## Video musicale
Il videoclip, diretto da Mark Pellington, è stato girato alla Needham B. Broughton High School di Raleigh, in Carolina del Nord nel 1993, e riprende alcuni membri della classe del 1975, intervallando delle foto prese dagli annuari con le immagini delle stesse persone come apparivano nel 1993.
Nel 2015 il videoclip è stato rimontato. Oltre alle foto del 1975 e alle riprese del 1993 sono state aggiunte immagini attuali con gli stessi membri della classe. Anche le immagini dei componenti della band sono state aggiornate.

## Classifiche

### Classifiche settimanali
| Classifica (1995) | Posizione massima |
| ----------------- | ----------------- |
| Austria           | 6                 |
| Belgio (Fiandre)  | 2                 |
| Belgio (Vallonia) | 9                 |
| Danimarca         | 5                 |
| Francia           | 4                 |
| Germania          | 7                 |
| Irlanda           | 6                 |
| Islanda           | 6                 |
| Italia            | 17                |
| Norvegia          | 1                 |
| Paesi Bassi       | 10                |
| Regno Unito       | 14                |
| Svezia            | 1                 |
| Svizzera          | 3                 |

### Classifiche di fine anno
| Classifica (1995) | Posizione |
| ----------------- | --------- |
| Italia            | 72        |